# Stenoonops econotus
Stenoonops econotus är en spindelart som beskrevs av Arthur M. Chickering 1969. Stenoonops econotus ingår i släktet Stenoonops och familjen dansspindlar.
Artens utbredningsområde är Puerto Rico. Inga underarter finns listade i Catalogue of Life.